# ATP Challenger Series 1990
L'ATP Challenger Series è il secondo livello di tornei per professionisti organizzata dall'ATP. Il circuito prevede tornei con un montepremi che può variare da 25.000 a 150.000 dollari.

## Calendario

### Gennaio
| Settimana  | Torneo                                                                                        | Campioni                            | Finalisti                   | Semifinalisti                  | Eliminati ai quarti                                        |
| ---------- | --------------------------------------------------------------------------------------------- | ----------------------------------- | --------------------------- | ------------------------------ | ---------------------------------------------------------- |
| 15 gennaio | Jakarta Challenger 1990 Giacarta, Indonesia Terra rossa 25 000 $ Singolare - Doppio           | Horst Skoff 7–6, 4–6, 6–1           | Chris Garner                | Brian Devening Kim Bong-Soo    | Jin-Sun Yoo Xavier Daufresne Pablo Arraya Thomas Buchmayer |
| 15 gennaio | Jakarta Challenger 1990 Giacarta, Indonesia Terra rossa 25 000 $ Singolare - Doppio           | Eric Amend Tom Mercer 6–4, 6–7, 6–3 | Adam Malik Joseph Russell   | Brian Devening Kim Bong-Soo    | Jin-Sun Yoo Xavier Daufresne Pablo Arraya Thomas Buchmayer |
| 22 gennaio | Intersport Heilbronn Open 1990 Heilbronn, Germania Cemento Indoor 50 000 $ Singolare - Doppio | Milan Šrejber 7–6, 4–6, 7–6         | Alexander Mronz             | Christian Saceanu Jeff Tarango | Mark Kaplan Olivier Soules Martin Sinner Jörgen Windahl    |
| 22 gennaio | Intersport Heilbronn Open 1990 Heilbronn, Germania Cemento Indoor 50 000 $ Singolare - Doppio | David Rikl Tomáš Anzari 6–4, 6–4    | Byron Talbot Jörgen Windahl | Christian Saceanu Jeff Tarango | Mark Kaplan Olivier Soules Martin Sinner Jörgen Windahl    |

### Febbraio
| Settimana   | Torneo                                                                                      | Campioni                                       | Finalisti                        | Semifinalisti                         | Eliminati ai quarti                                            |
| ----------- | ------------------------------------------------------------------------------------------- | ---------------------------------------------- | -------------------------------- | ------------------------------------- | -------------------------------------------------------------- |
| 5 febbraio  | Telford Challenger 1990 Telford, Gran Bretagna Sintetico indoor 50 000 $ Singolare - Doppio | Fabrice Santoro 6–3, 5–7, 6–4                  | Peter Nyborg                     | Andrew Castle Brian Garrow            | Chris Bailey Simon Youl Patrick Baur Christian Bergström       |
| 5 febbraio  | Telford Challenger 1990 Telford, Gran Bretagna Sintetico indoor 50 000 $ Singolare - Doppio | Nick Brown Nicholas Fulwood 6–4, 7–5           | Russell Barlow Martin Sinner     | Andrew Castle Brian Garrow            | Chris Bailey Simon Youl Patrick Baur Christian Bergström       |
| 12 febbraio | Croydon Challenger 1990 Croydon, Gran Bretagna Sintetico indoor 50 000 $ Singolare - Doppio | Christian Saceanu 6–3, 6–0                     | Udo Riglewski                    | Olivier Soules Nuno Marques           | Robbie Weiss Chris Bailey Alexander Mronz Nick Brown           |
| 12 febbraio | Croydon Challenger 1990 Croydon, Gran Bretagna Sintetico indoor 50 000 $ Singolare - Doppio | Andrew Castle Olivier Delaître 7–6, 6–3        | Nick Brown Nicholas Fulwood      | Olivier Soules Nuno Marques           | Robbie Weiss Chris Bailey Alexander Mronz Nick Brown           |
| 12 febbraio | Nairobi Challenger 1990 Nairobi, Kenya Terra rossa 25 000 $ Singolare - Doppio              | Christian Miniussi 2–6, 6–3, 6–4               | Pablo Arraya                     | Joseph Russell Menno Oosting          | Oliver Fuchs Josef Čihák Sascha Nensel Ugo Colombini           |
| 12 febbraio | Nairobi Challenger 1990 Nairobi, Kenya Terra rossa 25 000 $ Singolare - Doppio              | Eduardo Masso Christian Miniussi 3–6, 7–5, 7–6 | João Cunha e Silva Menno Oosting | Joseph Russell Menno Oosting          | Oliver Fuchs Josef Čihák Sascha Nensel Ugo Colombini           |
| 12 febbraio | São Paulo Challenger 1990 San Paolo, Brasile Cemento 50 000 $ Singolare - Doppio            | Miguel Nido 6–3, 6–4                           | Cássio Motta                     | Ivan Kley José Daher                  | Juan Antonio Pino Pérez Jeff Tarango Javier Frana Pablo Albano |
| 12 febbraio | São Paulo Challenger 1990 San Paolo, Brasile Cemento 50 000 $ Singolare - Doppio            | Javier Frana Gustavo Luza 6–3, 7–6             | Ricardo Camargo Ivan Kley        | Ivan Kley José Daher                  | Juan Antonio Pino Pérez Jeff Tarango Javier Frana Pablo Albano |
| 19 febbraio | Nairobi Challenger 2 1990 Nairobi, Kenya Terra rossa 25 000 $ Singolare - Doppio            | Christian Miniussi 6–2, 7–6                    | Menno Oosting                    | Srinivasan Vasudevan Thomas Buchmayer | Torben Theine Cyril Suk Pablo Arraya João Cunha e Silva        |
| 19 febbraio | Nairobi Challenger 2 1990 Nairobi, Kenya Terra rossa 25 000 $ Singolare - Doppio            | João Cunha e Silva Eduardo Masso 6–4, 7–5      | Zeeshan Ali Libor Pimek          | Srinivasan Vasudevan Thomas Buchmayer | Torben Theine Cyril Suk Pablo Arraya João Cunha e Silva        |
| 26 febbraio | Cairo Challenger 1990 Il Cairo, Egitto Terra rossa 100 000 $ Singolare - Doppio             | Thomas Muster 6–0, 6–4                         | José Francisco Altur             | Tomás Carbonell Jordi Arrese          | Simon Youl Todd Woodbridge Nuno Marques Johan Anderson         |
| 26 febbraio | Cairo Challenger 1990 Il Cairo, Egitto Terra rossa 100 000 $ Singolare - Doppio             | David Rikl Tomáš Anzari 6–3, 6–7, 7–5          | Eduardo Masso Christian Miniussi | Tomás Carbonell Jordi Arrese          | Simon Youl Todd Woodbridge Nuno Marques Johan Anderson         |

### Marzo
| Settimana | Torneo                                                                               | Campioni                                         | Finalisti                         | Semifinalisti                   | Eliminati ai quarti                                          |
| --------- | ------------------------------------------------------------------------------------ | ------------------------------------------------ | --------------------------------- | ------------------------------- | ------------------------------------------------------------ |
| 5 marzo   | Martinique Challenger 1990 Martinica, Francia Cemento 50 000 $ Singolare - Doppio    | Guillaume Raoux 3–6, 6–3, 6–3                    | Robbie Weiss                      | David Engel Bruno Orešar        | Tom Nijssen Paul Wekesa Arnaud Boetsch Johan Carlsson        |
| 5 marzo   | Martinique Challenger 1990 Martinica, Francia Cemento 50 000 $ Singolare - Doppio    | Olivier Delaître Guillaume Raoux 6–3, 7–5        | Todd Nelson Roger Smith           | David Engel Bruno Orešar        | Tom Nijssen Paul Wekesa Arnaud Boetsch Johan Carlsson        |
| 12 marzo  | Agadir Challenger 1990 Agadir, Marocco Terra rossa 75 000 $ Singolare - Doppio       | Thomas Muster 6–2, 7–5                           | Guillermo Pérez Roldán            | Richard Fromberg Paul Haarhuis  | Franco Davín Mark Koevermans Roberto Azar Christian Miniussi |
| 12 marzo  | Agadir Challenger 1990 Agadir, Marocco Terra rossa 75 000 $ Singolare - Doppio       | Josef Čihák Cyril Suk W/O                        | Omar Camporese Diego Nargiso      | Richard Fromberg Paul Haarhuis  | Franco Davín Mark Koevermans Roberto Azar Christian Miniussi |
| 26 marzo  | Estoril Challenger 1990 Estoril, Portogallo Terra rossa 100 000 $ Singolare - Doppio | Thierry Tulasne 6–2, 3–2 rit.                    | Christian Miniussi                | Lars Jonsson Nuno Marques       | Fabrice Santoro Richard Fromberg Udo Riglewski Fernando Luna |
| 26 marzo  | Estoril Challenger 1990 Estoril, Portogallo Terra rossa 100 000 $ Singolare - Doppio | Karsten Braasch Hendrik Jan Davids 5–7, 7–5, 6–2 | Tomás Carbonell Udo Riglewski     | Lars Jonsson Nuno Marques       | Fabrice Santoro Richard Fromberg Udo Riglewski Fernando Luna |
| 26 marzo  | Jerusalem Challenger 1990 Gerusalemme, Israele Cemento 50 000 $ Singolare - Doppio   | Raviv Weidenfeld 5–7, 6–4, 7–6                   | Shahar Perkiss                    | Martin Sinner Cristiano Caratti | Gilad Bloom Christian Geyer Mark Kaplan Christian Saceanu    |
| 26 marzo  | Jerusalem Challenger 1990 Gerusalemme, Israele Cemento 50 000 $ Singolare - Doppio   | Henrik Holm Peter Nyborg 6–1, 2–6, 6–3           | Cristian Brandi Cristiano Caratti | Martin Sinner Cristiano Caratti | Gilad Bloom Christian Geyer Mark Kaplan Christian Saceanu    |

### Aprile
| Settimana | Torneo                                                                                            | Campioni                                       | Finalisti                           | Semifinalisti                            | Eliminati ai quarti                                                 |
| --------- | ------------------------------------------------------------------------------------------------- | ---------------------------------------------- | ----------------------------------- | ---------------------------------------- | ------------------------------------------------------------------- |
| 2 aprile  | Zaragoza Challenger 1990 Saragozza, Spagna Terra rossa (i) 50 000 $ Singolare - Doppio            | Carlos Costa 6–3, 6–4                          | Francesco Cancellotti               | Stefano Pescosolido José Francisco Altur | Aki Rahunen Francisco Roig Claudio Pistolesi Diego Nargiso          |
| 2 aprile  | Zaragoza Challenger 1990 Saragozza, Spagna Terra rossa (i) 50 000 $ Singolare - Doppio            | David Rikl Tomáš Anzari 6–3, 7–6               | Carlos Costa Francisco Roig         | Stefano Pescosolido José Francisco Altur | Aki Rahunen Francisco Roig Claudio Pistolesi Diego Nargiso          |
| 9 aprile  | Brasilia Challenger 1990 Brasilia, Brasile Sintetico 100 000 $ Singolare - Doppio                 | Olivier Delaître 7–6, 6–1                      | Brian Garrow                        | Patrick Baur Gianluca Pozzi              | Simone Colombo Chris Pridham Nelson Aerts Cássio Motta              |
| 9 aprile  | Brasilia Challenger 1990 Brasilia, Brasile Sintetico 100 000 $ Singolare - Doppio                 | Nelson Aerts Fernando Roese 6–3, 7–5           | Simone Colombo César Kist           | Patrick Baur Gianluca Pozzi              | Simone Colombo Chris Pridham Nelson Aerts Cássio Motta              |
| 9 aprile  | Capetown Challenger 1990 Città del Capo, Sudafrica Cemento (i) 100 000 $ Singolare - Doppio       | Gary Muller 5–7, 6–2, 6–3                      | Jeremy Bates                        | Neil Borwick Darren Cahill               | Christian Geyer Pieter Aldrich Johan Kriek Danie Visser             |
| 9 aprile  | Capetown Challenger 1990 Città del Capo, Sudafrica Cemento (i) 100 000 $ Singolare - Doppio       | Marius Barnard Jeremy Bates 6–3, 6–1           | Wayne Ferreira Piet Norval          | Neil Borwick Darren Cahill               | Christian Geyer Pieter Aldrich Johan Kriek Danie Visser             |
| 9 aprile  | Parioli Challenger 1990 Parioli, Italia Terra rossa 50 000 $ Singolare - Doppio                   | Fernando Luna 6–3, 4–6, 6–4                    | Magnus Larsson                      | Christian Miniussi David Engel           | Branislav Stankovič Nicklas Kulti Stefano Pescosolido Thomas Haldin |
| 9 aprile  | Parioli Challenger 1990 Parioli, Italia Terra rossa 50 000 $ Singolare - Doppio                   | Branislav Stankovič Richard Vogel 7–5, 6–3     | Nicola Bruno Stefano Pescosolido    | Christian Miniussi David Engel           | Branislav Stankovič Nicklas Kulti Stefano Pescosolido Thomas Haldin |
| 9 aprile  | San Luis Potosí Challenger 1990 San Luis Potosí, Messico Terra rossa 100 000 $ Singolare - Doppio | Ricki Osterthun 6–4, 6–4                       | MaliVai Washington                  | Leonardo Lavalle Philip Johnson          | Christian Bergström Hendrik Jan Davids Scott Warner Carl Limberger  |
| 9 aprile  | San Luis Potosí Challenger 1990 San Luis Potosí, Messico Terra rossa 100 000 $ Singolare - Doppio | Leonardo Lavalle Jorge Lozano 5–7, 6–3, 6–2    | Luis Herrera Guillermo Pérez Roldán | Leonardo Lavalle Philip Johnson          | Christian Bergström Hendrik Jan Davids Scott Warner Carl Limberger  |
| 16 aprile | Durban Challenger 1990 Durban, Sudafrica Cemento 50 000 $ Singolare - Doppio                      | Jeremy Bates 6–4, 6–1                          | Grant Stafford                      | Stefan Kruger Robbie Weiss               | Johan Kriek Michael Robertson Wayne Ferreira Martin Sinner          |
| 16 aprile | Durban Challenger 1990 Durban, Sudafrica Cemento 50 000 $ Singolare - Doppio                      | Wayne Ferreira Piet Norval 6–0, 2–6, 6–3       | Stefan Kruger Greg Van Emburgh      | Stefan Kruger Robbie Weiss               | Johan Kriek Michael Robertson Wayne Ferreira Martin Sinner          |
| 16 aprile | Mexico City Challenger 1990 Città del Messico, Messico Terra rossa 100 000 $ Singolare - Doppio   | Francisco Maciel 2–6, 7–6, 6–3                 | Luis Herrera                        | Pablo Arraya Jorge Lozano                | Andrew Sznajder Leonardo Lavalle Bryan Shelton Martin Wostenholme   |
| 16 aprile | Mexico City Challenger 1990 Città del Messico, Messico Terra rossa 100 000 $ Singolare - Doppio   | Pablo Albano Ville Jansson 6–3, 6–4            | Bryan Shelton Nduka Odizor          | Pablo Arraya Jorge Lozano                | Andrew Sznajder Leonardo Lavalle Bryan Shelton Martin Wostenholme   |
| 16 aprile | Oporto Challenger 1990 Porto, Portogallo Terra rossa 100 000 $ Singolare - Doppio                 | Mark Koevermans 6–3, 6–3                       | Franco Davín                        | Richard Fromberg Tarik Benhabiles        | Nuno Marques Renzo Furlan Jens Wöhrmann Lawson Duncan               |
| 16 aprile | Oporto Challenger 1990 Porto, Portogallo Terra rossa 100 000 $ Singolare - Doppio                 | Eduardo Bengoechea Christian Miniussi 6–0, 6–3 | José Manuel Clavet Francisco Roig   | Richard Fromberg Tarik Benhabiles        | Nuno Marques Renzo Furlan Jens Wöhrmann Lawson Duncan               |
| 23 aprile | Nagoya Challenger 1990 Nagoya, Giappone Cemento 50 000 $ Singolare - Doppio                       | Ramesh Krishnan 6–2, 6–4                       | Brian Garrow                        | Shūzō Matsuoka Chris Pridham             | Sláva Doseděl Christian Saceanu Buff Farrow Menno Oosting           |
| 23 aprile | Nagoya Challenger 1990 Nagoya, Giappone Cemento 50 000 $ Singolare - Doppio                       | Johan Carlsson David Lewis 7–5, 6–2            | Shūzō Matsuoka Shigeru Ota          | Shūzō Matsuoka Chris Pridham             | Sláva Doseděl Christian Saceanu Buff Farrow Menno Oosting           |
| 23 aprile | Pretoria Challenger 1990 Pretoria, Sudafrica Cemento indoor 25 000 $ Singolare - Doppio           | Martin Sinner 6–4, 6–4                         | Wayne Ferreira                      | Robbie Weiss Christian Geyer             | Byron Talbot Alexander Mronz Royce Deppe Marty Davis                |
| 23 aprile | Pretoria Challenger 1990 Pretoria, Sudafrica Cemento indoor 25 000 $ Singolare - Doppio           | Mark Keil Scott Patridge 6–7, 6–4, 6–4         | Stefan Kruger Greg Van Emburgh      | Robbie Weiss Christian Geyer             | Byron Talbot Alexander Mronz Royce Deppe Marty Davis                |
| 30 aprile | Tampa Challenger 1990 Tampa, USA Terra verde 50 000 $                                             | Bryan Shelton 6–7, 6–2, 6–1                    | Broderick Dyke                      | Ville Jansson Jimmy Brown                | John Sobel Pablo Arraya David Pate John Ross                        |
| 30 aprile | Tampa Challenger 1990 Tampa, USA Terra verde 50 000 $                                             | Ken Flach Doug Flach 3–6, 7–6, 6–4             | Broderick Dyke Tobias Svantesson    | Ville Jansson Jimmy Brown                | John Sobel Pablo Arraya David Pate John Ross                        |

### Maggio
| Settimana | Torneo                                                                                  | Campioni                                     | Finalisti                        | Semifinalisti                    | Eliminati ai quarti                                             |
| --------- | --------------------------------------------------------------------------------------- | -------------------------------------------- | -------------------------------- | -------------------------------- | --------------------------------------------------------------- |
| 7 maggio  | Kuala Lumpur Challenger 1990 Kuala Lumpur, Malaysia Cemento 50 000 $ Singolare - Doppio | Nduka Odizor 6–3, 3–6, 6–3                   | Sláva Doseděl                    | Jacco Eltingh Jan Siemerink      | David Harkness Menno Oosting Bruce Derlin Jonathan Canter       |
| 7 maggio  | Kuala Lumpur Challenger 1990 Kuala Lumpur, Malaysia Cemento 50 000 $ Singolare - Doppio | Nduka Odizor Paul Wekesa 6–3, 6–4            | Jonathan Canter Bruce Derlin     | Jacco Eltingh Jan Siemerink      | David Harkness Menno Oosting Bruce Derlin Jonathan Canter       |
| 7 maggio  | Ljubljana Challenger 1990 Lubiana, Jugoslavia Terra rossa 50 000 $ Singolare - Doppio   | Magnus Larsson 7–5, 6–7, 7–6                 | Diego Nargiso                    | Omar Camporese Mark Koevermans   | Andres Võsand Bart Wuyts Carlos Costa Massimo Cierro            |
| 7 maggio  | Ljubljana Challenger 1990 Lubiana, Jugoslavia Terra rossa 50 000 $ Singolare - Doppio   | Carlos Costa Francisco Roig 6–7, 6–4, 6–4    | Omar Camporese Mark Koevermans   | Omar Camporese Mark Koevermans   | Andres Võsand Bart Wuyts Carlos Costa Massimo Cierro            |
| 14 maggio | Bangkok Challenger 1990 Bangkok, Thailandia Cemento 25 000 $ Singolare - Doppio         | Sláva Doseděl 6–3, 6–4                       | Patrick Baur                     | Menno Oosting João Cunha e Silva | Jan Siemerink Nduka Odizor Jonathan Canter Harald Rittersbacher |
| 14 maggio | Bangkok Challenger 1990 Bangkok, Thailandia Cemento 25 000 $ Singolare - Doppio         | Jonathan Canter Bruce Derlin 6–4, 6–4        | Neil Borwick David Lewis         | Menno Oosting João Cunha e Silva | Jan Siemerink Nduka Odizor Jonathan Canter Harald Rittersbacher |
| 29 maggio | Schickedanz Open 1990 Fürth, Germania Terra rossa 50 000 $ Singolare - Doppio           | Jeff Tarango 6–0, 6–0                        | Felipe Rivera                    | Pablo Arraya Bart Wuyts          | Richard Vogel Marcos Górriz Peter Ballauff Jan Apell            |
| 29 maggio | Schickedanz Open 1990 Fürth, Germania Terra rossa 50 000 $ Singolare - Doppio           | Peter Ballauff Ricki Osterthun 7–6, 4–6, 6–3 | Marcos Górriz Andrej Ol'chovskij | Pablo Arraya Bart Wuyts          | Richard Vogel Marcos Górriz Peter Ballauff Jan Apell            |

### Giugno
| Settimana | Torneo                                                                        | Campioni                               | Finalisti                       | Semifinalisti                | Eliminati ai quarti                                  |
| --------- | ----------------------------------------------------------------------------- | -------------------------------------- | ------------------------------- | ---------------------------- | ---------------------------------------------------- |
| 25 giugno | Torino Challenger 1990 Torino, Italia Terra rossa 50 000 $ Singolare - Doppio | João Cunha e Silva 7–6, 6–7, 6–4       | Jimmy Brown                     | Gabriel Markus Marcos Górriz | Bernd Karbacher Bart Wuyts Renzo Furlan Pablo Arraya |
| 25 giugno | Torino Challenger 1990 Torino, Italia Terra rossa 50 000 $ Singolare - Doppio | Neil Borwick David Lewis 6–2, 3–6, 6–2 | Christer Allgårdh Martin Sinner | Gabriel Markus Marcos Górriz | Bernd Karbacher Bart Wuyts Renzo Furlan Pablo Arraya |

### Luglio
| Settimana | Torneo                                                                                  | Campioni                                      | Finalisti                        | Semifinalisti                      | Eliminati ai quarti                                                      |
| --------- | --------------------------------------------------------------------------------------- | --------------------------------------------- | -------------------------------- | ---------------------------------- | ------------------------------------------------------------------------ |
| 2 luglio  | Salou Challenger 1990 Salou, Spagna Terra rossa 75 000 $ Singolare - Doppio             | Marcelo Filippini 6–3, 6–1                    | Jimmy Arias                      | Renzo Furlan Francisco Clavet      | Jimmy Brown José Francisco Altur David de Miguel Lapiedra Philip Johnson |
| 2 luglio  | Salou Challenger 1990 Salou, Spagna Terra rossa 75 000 $ Singolare - Doppio             | Neil Borwick David Lewis 6–3, 5–7, 6–3        | Jimmy Arias Steve DeVries        | Renzo Furlan Francisco Clavet      | Jimmy Brown José Francisco Altur David de Miguel Lapiedra Philip Johnson |
| 9 luglio  | Neu Ulm Challenger 1990 Nuova Ulma, Germania Terra rossa 50 000 $ Singolare - Doppio    | Dmitrij Poljakov 3–6, 7–5, 6–3                | Bart Wuyts                       | Marcelo Ingaramo Claudio Pistolesi | Jens Wöhrmann Gabriel Markus Renzo Furlan Rudiger Haas                   |
| 9 luglio  | Neu Ulm Challenger 1990 Nuova Ulma, Germania Terra rossa 50 000 $ Singolare - Doppio    | Massimo Cierro Simone Colombo 0–6, 6–2, 6–1   | George Cosac Vojtěch Flégl       | Marcelo Ingaramo Claudio Pistolesi | Jens Wöhrmann Gabriel Markus Renzo Furlan Rudiger Haas                   |
| 16 luglio | West of England Challenger 1990 Bristol, Gran Bretagna Erba 50 000 $ Singolare - Doppio | Christian Saceanu 6–3, 6–7, 6–3               | Arnaud Boetsch                   | Mark Petchey Chris Wilkinson       | Peter Nyborg Menno Oosting Royce Deppe Libor Pimek                       |
| 16 luglio | West of England Challenger 1990 Bristol, Gran Bretagna Erba 50 000 $ Singolare - Doppio | Andrej Ol'chovskij Olli Rahnasto 7–5, 6–4     | Arnaud Boetsch Peter Nyborg      | Mark Petchey Chris Wilkinson       | Peter Nyborg Menno Oosting Royce Deppe Libor Pimek                       |
| 16 luglio | Gramado Challenger 1990 Gramado, Brasile Terra rossa 50 000 $ Singolare - Doppio        | Pedro Rebolledo 6–2, 6–3                      | Christian Weis                   | William Kyriakos Pablo Albano      | José Manuel Clavet Eduardo Bengoechea Agustín Moreno João Cunha e Silva  |
| 16 luglio | Gramado Challenger 1990 Gramado, Brasile Terra rossa 50 000 $ Singolare - Doppio        | Ivan Kley Vicente Solves 6–3, 7–5             | Pablo Albano Eduardo Bengoechea  | William Kyriakos Pablo Albano      | José Manuel Clavet Eduardo Bengoechea Agustín Moreno João Cunha e Silva  |
| 16 luglio | Tampere Open 1990 Tampere, Finlandia Terra rossa 100 000 $ Singolare - Doppio           | Renzo Furlan 6–3, 6–3                         | Fernando Luna                    | Veli Paloheimo Nicklas Kulti       | Magnus Zeile Magnus Larsson Aki Rahunen Martin Střelba                   |
| 16 luglio | Tampere Open 1990 Tampere, Finlandia Terra rossa 100 000 $ Singolare - Doppio           | Mark Koevermans Jan Siemerink 6–1, 6–2        | Massimo Cierro Tobias Svantesson | Veli Paloheimo Nicklas Kulti       | Magnus Zeile Magnus Larsson Aki Rahunen Martin Střelba                   |
| 23 luglio | Comerica Bank Challenger 1990 Aptos, Stati Uniti Cemento 50 000 $ Singolare - Doppio    | Henrik Holm 1–6, 6–3, 7–6                     | Brian Garrow                     | Nuno Marques Diego Nargiso         | David Nainkin Alexander Mronz Johan Carlsson Matt Anger                  |
| 23 luglio | Comerica Bank Challenger 1990 Aptos, Stati Uniti Cemento 50 000 $ Singolare - Doppio    | Jeff Brown Scott Melville 6–7, 6–4, 6–4       | Matt Anger Marius Barnard        | Nuno Marques Diego Nargiso         | David Nainkin Alexander Mronz Johan Carlsson Matt Anger                  |
| 23 luglio | Campos Challenger 1990 Campos do Jordão, Brasile Cemento 50 000 $ Singolare - Doppio    | Jaime Oncins 6–2, 6–2                         | José Daher                       | Marcelo Saliola Daniel Orsanic     | Cássio Motta Frédéric Fontang Fernando Roese João Cunha e Silva          |
| 23 luglio | Campos Challenger 1990 Campos do Jordão, Brasile Cemento 50 000 $ Singolare - Doppio    | José Daher Jaime Oncins 7–6, 6–4              | Nelson Aerts Fernando Roese      | Marcelo Saliola Daniel Orsanic     | Cássio Motta Frédéric Fontang Fernando Roese João Cunha e Silva          |
| 23 luglio | Hanko Open 1990 Hanko, Finlandia Terra rossa 75 000 $ Singolare - Doppio                | Martin Sinner 6–3, 6–3                        | Andrej Ol'chovskij               | Jan Siemerink Veli Paloheimo       | Olli Rahnasto Marcos Górriz Andres Võsand Bart Wuyts                     |
| 23 luglio | Hanko Open 1990 Hanko, Finlandia Terra rossa 75 000 $ Singolare - Doppio                | Johan Anderson Lars-Anders Wahlgren 6–3, 7–6  | Tomas Nydahl Peter Svensson      | Jan Siemerink Veli Paloheimo       | Olli Rahnasto Marcos Górriz Andres Võsand Bart Wuyts                     |
| 30 luglio | Lins Challenger 1990 Lins, Brasile Terra rossa 50 000 $ Singolare - Doppio              | Pedro Rebolledo 7–6, 4–6, 6–1                 | João Zwetsch                     | Luiz Mattar Daniel Orsanic         | Nelson Aerts Pablo Albano Jaime Oncins João Cunha e Silva                |
| 30 luglio | Lins Challenger 1990 Lins, Brasile Terra rossa 50 000 $ Singolare - Doppio              | José Luis Aparisi José Manuel Clavet 7–6, 6–3 | Javier Frana Agustín Moreno      | Luiz Mattar Daniel Orsanic         | Nelson Aerts Pablo Albano Jaime Oncins João Cunha e Silva                |
| 30 luglio | Winnetka Challenger 1990 Winnetka, USA Cemento 50 000 $ Singolare - Doppio              | Cristiano Caratti 7–6, 6–1                    | Chris Garner                     | Chris Pridham Grant Stafford       | Todd Martin Nuno Marques Tommy Ho Mark Petchey                           |
| 30 luglio | Winnetka Challenger 1990 Winnetka, USA Cemento 50 000 $ Singolare - Doppio              | Zeeshan Ali Menno Oosting 4–6, 6–3, 6–2       | Doug Flach Luis Herrera          | Chris Pridham Grant Stafford       | Todd Martin Nuno Marques Tommy Ho Mark Petchey                           |

### Agosto
| Settimana | Torneo                                                                                 | Campioni                                          | Finalisti                            | Semifinalisti                    | Eliminati ai quarti                                                          |
| --------- | -------------------------------------------------------------------------------------- | ------------------------------------------------- | ------------------------------------ | -------------------------------- | ---------------------------------------------------------------------------- |
| 6 agosto  | Jakarta Challenger 2 1990 Giacarta, Indonesia Cemento 25 000 $ Singolare - Doppio      | Mark Keil 6–4, 6–2                                | Scott Patridge                       | Kim Bong-Soo Paul Hand           | Harald Rittersbacher Mike Briggs Daniel Heryanto Eduardo Furusho             |
| 6 agosto  | Jakarta Challenger 2 1990 Giacarta, Indonesia Cemento 25 000 $ Singolare - Doppio      | Mike Briggs David Harkness 6–2, 7–6               | Suharyadi Suharyadi Bing-Chao Lin    | Kim Bong-Soo Paul Hand           | Harald Rittersbacher Mike Briggs Daniel Heryanto Eduardo Furusho             |
| 6 agosto  | Knokke Challenger 1990 Knokke-Heist, Belgio Terra rossa 50 000 $ Singolare - Doppio    | Marcos Górriz 7–5, 2–6, 6–1                       | Josef Čihák                          | Germán López Montoya Libor Pimek | Raúl Viver Paul Dogger Filip Dewulf Daniele Balducci                         |
| 6 agosto  | Knokke Challenger 1990 Knokke-Heist, Belgio Terra rossa 50 000 $ Singolare - Doppio    | Andrej Ol'chovskij Dmitrij Poljakov 6–4, 4–6, 6–3 | Xavier Daufresne Denis Langaskens    | Germán López Montoya Libor Pimek | Raúl Viver Paul Dogger Filip Dewulf Daniele Balducci                         |
| 6 agosto  | São Paulo Challenger 2 1990 San Paolo, Brasile Terra rossa 50 000 $ Singolare - Doppio | João Cunha e Silva 6–1, 6–2                       | Cássio Motta                         | Javier Frana Pedro Rebolledo     | Frédéric Fontang Pablo Albano Jaime Oncins Vicente Solves                    |
| 6 agosto  | São Paulo Challenger 2 1990 San Paolo, Brasile Terra rossa 50 000 $ Singolare - Doppio | Cássio Motta Javier Frana 6–3, 3–6, 6–1           | João Zwetsch Gabriel Markus          | Javier Frana Pedro Rebolledo     | Frédéric Fontang Pablo Albano Jaime Oncins Vicente Solves                    |
| 13 agosto | Brasilia Challenger 2 1990 Brasilia, Brasile Sintetico 75 000 $ Singolare - Doppio     | Cássio Motta 7–6, 6–4                             | Jaime Oncins                         | Mauro Menezes Danilo Marcelino   | Nelson Aerts Vicente Solves Ricardo Acioly Fernando Roese                    |
| 13 agosto | Brasilia Challenger 2 1990 Brasilia, Brasile Sintetico 75 000 $ Singolare - Doppio     | Jaime Oncins Andrew Sznajder 7–5, 3–6, 7–6        | Luiz Mattar Fernando Roese           | Mauro Menezes Danilo Marcelino   | Nelson Aerts Vicente Solves Ricardo Acioly Fernando Roese                    |
| 13 agosto | Pescara Challenger 1990 Pescara, Italia Terra rossa 50 000 $ Singolare - Doppio        | Christer Allgårdh 4–6, 6–3, 6–4                   | Germán López Montoya                 | Éric Winogradsky Thomas Haldin   | Branislav Stankovič Massimo Cierro Francesco Cancellotti Stefano Pescosolido |
| 13 agosto | Pescara Challenger 1990 Pescara, Italia Terra rossa 50 000 $ Singolare - Doppio        | Branislav Stankovič Richard Vogel 6–3, 6–1        | Massimo Cierro Alessandro De Minicis | Éric Winogradsky Thomas Haldin   | Branislav Stankovič Massimo Cierro Francesco Cancellotti Stefano Pescosolido |
| 13 agosto | Salzburg Challenger 1990 Salisburgo, Austria Terra rossa 100 000 $ Singolare - Doppio  | Horst Skoff 6–2, 6–2                              | José Francisco Altur                 | Renzo Furlan Nicklas Kulti       | Marián Vajda Christian Geyer Horacio de la Peña Jimmy Brown                  |
| 13 agosto | Salzburg Challenger 1990 Salisburgo, Austria Terra rossa 100 000 $ Singolare - Doppio  | Horacio de la Peña Horst Skoff 7–5, 6–4           | Johan Donar Ola Jonsson              | Renzo Furlan Nicklas Kulti       | Marián Vajda Christian Geyer Horacio de la Peña Jimmy Brown                  |
| 20 agosto | IPP Trophy 1990 Ginevra, Svizzera Terra rossa 50 000 $ Singolare - Doppio              | Roberto Argüello 6–3, 6–0                         | Daniel Orsanic                       | Henrik Holm Tomáš Anzari         | Jacco Eltingh Stefano Mezzadri Michael Tauson Frédéric Fontang               |
| 20 agosto | IPP Trophy 1990 Ginevra, Svizzera Terra rossa 50 000 $ Singolare - Doppio              | Henrik Holm Nils Holm 3–6, 7–5, 7–6               | Branislav Stankovič Richard Vogel    | Henrik Holm Tomáš Anzari         | Jacco Eltingh Stefano Mezzadri Michael Tauson Frédéric Fontang               |
| 27 agosto | Verona Challenger 1990 Verona, Italia Terra rossa 50 000 $ Singolare - Doppio          | Richard Krajicek 6–4, 6–4                         | Jacco Eltingh                        | Paolo Pambianco Corrado Aprili   | Daniel Orsanic Dmitrij Poljakov Jan Siemerink José Manuel Clavet             |
| 27 agosto | Verona Challenger 1990 Verona, Italia Terra rossa 50 000 $ Singolare - Doppio          | Sláva Doseděl Dmitrij Poljakov 6–0, 6–7, 6–4      | Jacco Eltingh Menno Oosting          | Paolo Pambianco Corrado Aprili   | Daniel Orsanic Dmitrij Poljakov Jan Siemerink José Manuel Clavet             |

### Settembre
| Settimana    | Torneo                                                                                              | Campioni                                     | Finalisti                        | Semifinalisti                    | Eliminati ai quarti                                           |
| ------------ | --------------------------------------------------------------------------------------------------- | -------------------------------------------- | -------------------------------- | -------------------------------- | ------------------------------------------------------------- |
| 3 settembre  | Hossegor Challenger 1990 Soorts-Hossegor, Francia Terra rossa 100 000 $ Singolare - Doppio          | Rodolphe Gilbert 6–4, 6–4                    | Ronald Agénor                    | Nuno Marques Renzo Furlan        | Bart Wuyts Fernando Luna Tom Nijssen José Francisco Altur     |
| 3 settembre  | Hossegor Challenger 1990 Soorts-Hossegor, Francia Terra rossa 100 000 $ Singolare - Doppio          | Marcos Górriz Marcelo Ingaramo 7–5, 6–2      | Eduardo Bengoechea Eduardo Masso | Nuno Marques Renzo Furlan        | Bart Wuyts Fernando Luna Tom Nijssen José Francisco Altur     |
| 3 settembre  | Venice Challenger 1990 Venezia, Italia Terra rossa 50 000 $ Singolare - Doppio                      | Bruno Orešar 6–3, 6–3                        | Andrej Ol'chovskij               | Oliver Fuchs Claudio Pistolesi   | Paolo Canè Pablo Arraya Massimo Cierro Germán López Montoya   |
| 3 settembre  | Venice Challenger 1990 Venezia, Italia Terra rossa 50 000 $ Singolare - Doppio                      | Cristian Brandi Federico Mordegan 6–1, 6–4   | Henrik Holm Nils Holm            | Oliver Fuchs Claudio Pistolesi   | Paolo Canè Pablo Arraya Massimo Cierro Germán López Montoya   |
| 10 settembre | Azores Challenger 1990 Azzorre, Portogallo Cemento 50 000 $ Singolare - Doppio                      | Francisco Roig 6–3, 2–6, 6–4                 | Chris Pridham                    | Ken Flach Nduka Odizor           | Maurice Ruah Frédéric Fontang Daniel Marco Johan Carlsson     |
| 10 settembre | Azores Challenger 1990 Azzorre, Portogallo Cemento 50 000 $ Singolare - Doppio                      | Brent Haygarth Scott Patridge 6–7, 7–6, 6–3  | Andrew Castle Nduka Odizor       | Ken Flach Nduka Odizor           | Maurice Ruah Frédéric Fontang Daniel Marco Johan Carlsson     |
| 10 settembre | Canberra Challenger 1990 Canberra, Australia Sintetico 25 000 $ Singolare - Doppio                  | Brett Steven 6–3, 6–4                        | Andrew Kratzmann                 | Jamie Morgan John Stimpson       | Michael Brown Francisco Montana Sandon Stolle Brett Custer    |
| 10 settembre | Canberra Challenger 1990 Canberra, Australia Sintetico 25 000 $ Singolare - Doppio                  | Brett Custer Peter Doohan 6–3, 6–4           | David Adams Jamie Morgan         | Jamie Morgan John Stimpson       | Michael Brown Francisco Montana Sandon Stolle Brett Custer    |
| 17 settembre | Whistler Challenger 1990 Whistler, Canada Cemento 50 000 $ Singolare - Doppio                       | Steve DeVries 3–6, 7–5, 7–5                  | Chuck Adams                      | Chris Garner Robbie Weiss        | Mike Briggs Miguel Nido Otis Smith George Bezecny             |
| 17 settembre | Whistler Challenger 1990 Whistler, Canada Cemento 50 000 $ Singolare - Doppio                       | Steve DeVries Patrick Galbraith 7–5, 7–5     | Otis Smith Roger Smith           | Chris Garner Robbie Weiss        | Mike Briggs Miguel Nido Otis Smith George Bezecny             |
| 17 settembre | Gevrey-Chambertin Challenger 1990 Gevrey-Chambertin, Francia Sintetico 100 000 $ Singolare - Doppio | Guillaume Raoux 2–6, 6–4, 6–4                | Henrik Holm                      | Nuno Marques Jan Apell           | Dirk Dier Martin Sinner Rodolphe Gilbert Michael Kupferschmid |
| 17 settembre | Gevrey-Chambertin Challenger 1990 Gevrey-Chambertin, Francia Sintetico 100 000 $ Singolare - Doppio | Mansour Bahrami Rodolphe Gilbert 7–5, 6–2    | Jan Apell Peter Nyborg           | Nuno Marques Jan Apell           | Dirk Dier Martin Sinner Rodolphe Gilbert Michael Kupferschmid |
| 17 settembre | Messina Challenger 1990 Messina, Italia Terra rossa 100 000 $ Singolare - Doppio                    | Guillermo Pérez Roldán 6–1, 6–3              | Stefano Pescosolido              | Francisco Roig Renzo Furlan      | Andres Võsand Francisco Clavet Fernando Luna Franco Davín     |
| 17 settembre | Messina Challenger 1990 Messina, Italia Terra rossa 100 000 $ Singolare - Doppio                    | Germán López Montoya Francisco Roig 6–3, 6–2 | Pablo Arraya Carlos Costa        | Francisco Roig Renzo Furlan      | Andres Võsand Francisco Clavet Fernando Luna Franco Davín     |
| 17 settembre | Bogotà Challenger 1990 Bogotà, Colombia Terra rossa 50 000 $ Singolare - Doppio                     | Álvaro Jordan 6–3, 6–3                       | Libor Němeček                    | Pedro Rebolledo Giorgio Carneade | Felipe Rivera Greg Failla José Daher José Antonio Fernández   |
| 17 settembre | Bogotà Challenger 1990 Bogotà, Colombia Terra rossa 50 000 $ Singolare - Doppio                     | Mauricio Hadad Mario Rincón 7–6, 7–6         | Carlos Claverie Greg Failla      | Pedro Rebolledo Giorgio Carneade | Felipe Rivera Greg Failla José Daher José Antonio Fernández   |
| 24 settembre | Thessaloniki Challenger 1990 Salonicco, Grecia Sintetico 50 000 $ Singolare - Doppio                | Christian Geyer 7–6, 6–3                     | Henrik Holm                      | Gianluca Pozzi Lars Koslowski    | Scott Patridge Johan Carlsson Shahar Perkiss Neil Borwick     |
| 24 settembre | Thessaloniki Challenger 1990 Salonicco, Grecia Sintetico 50 000 $ Singolare - Doppio                | Gilad Bloom Alexis Hombrecher 6–1, 7–6       | Nick Brown Johan Carlsson        | Gianluca Pozzi Lars Koslowski    | Scott Patridge Johan Carlsson Shahar Perkiss Neil Borwick     |

### Ottobre
| Settimana  | Torneo                                                                                         | Campioni                                         | Finalisti                      | Semifinalisti                          | Eliminati ai quarti                                          |
| ---------- | ---------------------------------------------------------------------------------------------- | ------------------------------------------------ | ------------------------------ | -------------------------------------- | ------------------------------------------------------------ |
| 1º ottobre | Manaus Challenger 1990 Manaus, Brasile Cemento 50 000 $ Singolare - Doppio                     | Luis Herrera 6–2, 7–5                            | Jaime Oncins                   | Shelby Cannon Tobias Svantesson        | Cássio Motta Danilo Marcelino José Daher Mario Rincón        |
| 1º ottobre | Manaus Challenger 1990 Manaus, Brasile Cemento 50 000 $ Singolare - Doppio                     | Shelby Cannon Alfonso Mora 7–6, 6–4              | Ricardo Acioly Mauro Menezes   | Shelby Cannon Tobias Svantesson        | Cássio Motta Danilo Marcelino José Daher Mario Rincón        |
| 1º ottobre | Singapore Challenger 1990 Singapore, Singapore Cemento 50 000 $ Singolare - Doppio             | Boris Laustroer 7–6, 6–4                         | Sander Groen                   | Neil Borwick Mike Briggs               | Tommy Ho Paul Wekesa Bruce Derlin John Letts                 |
| 1º ottobre | Singapore Challenger 1990 Singapore, Singapore Cemento 50 000 $ Singolare - Doppio             | Steve Guy John Letts 6–1, 7–5                    | Mark Keil Kent Kinnear         | Neil Borwick Mike Briggs               | Tommy Ho Paul Wekesa Bruce Derlin John Letts                 |
| 8 ottobre  | Casablanca Challenger 1990 Casablanca, Marocco Terra rossa 50 000 $ Singolare - Doppio         | Richard Krajicek 7–6, 6–3                        | Sláva Doseděl                  | José Francisco Altur José Luis Aparisi | Tarik Benhabiles Roberto Azar Hans Schwaier Francisco Clavet |
| 8 ottobre  | Casablanca Challenger 1990 Casablanca, Marocco Terra rossa 50 000 $ Singolare - Doppio         | Juan Carlos Báguena Francisco Roig 6–4, 5–7, 7–5 | Sláva Doseděl Richard Krajicek | José Francisco Altur José Luis Aparisi | Tarik Benhabiles Roberto Azar Hans Schwaier Francisco Clavet |
| 8 ottobre  | Curitiba Challenger 1990 Curitiba, Brasile Cemento 50 000 $ Singolare - Doppio                 | Pedro Rebolledo 6–1, 7–5                         | Javier Frana                   | Cássio Motta Jacco Eltingh             | Luis Herrera Jaime Oncins Danilo Marcelino Mario Tabares     |
| 8 ottobre  | Curitiba Challenger 1990 Curitiba, Brasile Cemento 50 000 $ Singolare - Doppio                 | Hendrik Jan Davids Jacco Eltingh 6–4, 3–6, 6–3   | César Kist Danilo Marcelino    | Cássio Motta Jacco Eltingh             | Luis Herrera Jaime Oncins Danilo Marcelino Mario Tabares     |
| 15 ottobre | Ilheus Challenger 1990 Ilhéus, Brasile Cemento 75 000 $ Singolare - Doppio                     | Luis Herrera 6–2, 6–2                            | Patrick Baur                   | Jacco Eltingh Danilo Marcelino         | Jaime Yzaga Jaime Oncins Eduardo Bengoechea Pedro Rebolledo  |
| 15 ottobre | Ilheus Challenger 1990 Ilhéus, Brasile Cemento 75 000 $ Singolare - Doppio                     | Hendrik Jan Davids Jacco Eltingh 4–6, 6–3, 6–4   | Roger Smith Tobias Svantesson  | Jacco Eltingh Danilo Marcelino         | Jaime Yzaga Jaime Oncins Eduardo Bengoechea Pedro Rebolledo  |
| 15 ottobre | Ponte Vedra Challenger 1990 Ponte Vedra, USA Cemento 50 000 $ Singolare - Doppio               | Tommy Ho 7–6, 6–4                                | Chris Pridham                  | Chris Garner Jimmy Brown               | Philip Johnson Mark Keil Bruno Orešar Robert Seguso          |
| 15 ottobre | Ponte Vedra Challenger 1990 Ponte Vedra, USA Cemento 50 000 $ Singolare - Doppio               | Doug Flach Ken Flach 6–3, 2–6, 6–4               | Royce Deppe Bret Garnett       | Chris Garner Jimmy Brown               | Philip Johnson Mark Keil Bruno Orešar Robert Seguso          |
| 22 ottobre | Brest Challenger 1990 Brest, Francia Cemento indoor 75 000 $ Singolare - Doppio                | Cédric Pioline 6–3, 6–4                          | Richard Krajicek               | Thomas Högstedt Gilad Bloom            | Ramesh Krishnan Francisco Roig Aki Rahunen Fabrice Santoro   |
| 22 ottobre | Brest Challenger 1990 Brest, Francia Cemento indoor 75 000 $ Singolare - Doppio                | Martin Damm Ģirts Dzelde 6–4, 6–4                | Wayne Ferreira Piet Norval     | Thomas Högstedt Gilad Bloom            | Ramesh Krishnan Francisco Roig Aki Rahunen Fabrice Santoro   |
| 29 ottobre | Bergen Challenger 1990 Bergen, Norvegia Sintetico indoor 100 000 $ Singolare - Doppio          | Alexander Mronz 6–4, 6–4                         | Jan Gunnarsson                 | Paul Haarhuis Sláva Doseděl            | Magnus Larsson Alex Antonitsch Eric Jelen Thomas Enqvist     |
| 29 ottobre | Bergen Challenger 1990 Bergen, Norvegia Sintetico indoor 100 000 $ Singolare - Doppio          | Jeff Brown Anders Järryd 6–3, 7–6                | Charles Beckman Luke Jensen    | Paul Haarhuis Sláva Doseděl            | Magnus Larsson Alex Antonitsch Eric Jelen Thomas Enqvist     |
| 29 ottobre | Rio de Janeiro Challenger 1990 Rio de Janeiro, Brasile Terra rossa 75 000 $ Singolare - Doppio | Luiz Mattar 6–3, 3–6, 6–3                        | Luis Herrera                   | Nuno Marques Javier Frana              | Roger Smith Marcos Górriz Pablo Arraya Bart Wuyts            |
| 29 ottobre | Rio de Janeiro Challenger 1990 Rio de Janeiro, Brasile Terra rossa 75 000 $ Singolare - Doppio | Roger Smith Tobias Svantesson 7–5, 6–4           | Shelby Cannon Alfonso Mora     | Nuno Marques Javier Frana              | Roger Smith Marcos Górriz Pablo Arraya Bart Wuyts            |

### Novembre
| Settimana   | Torneo                                                                                 | Campioni                                    | Finalisti                           | Semifinalisti                     | Eliminati ai quarti                                            |
| ----------- | -------------------------------------------------------------------------------------- | ------------------------------------------- | ----------------------------------- | --------------------------------- | -------------------------------------------------------------- |
| 12 novembre | São Paulo Challenger 3 1990 San Paolo, Brasile Terra rossa 50 000 $ Singolare - Doppio | Jaime Oncins 6–3, 6–3                       | Francisco Yunis                     | Gabriel Markus João Cunha e Silva | Daniel Orsanic Javier Frana MaliVai Washington Andrew Sznajder |
| 12 novembre | São Paulo Challenger 3 1990 San Paolo, Brasile Terra rossa 50 000 $ Singolare - Doppio | Richard Lubner Francisco Montana 6–4, 7–6   | Nelson Aerts Danilo Marcelino       | Gabriel Markus João Cunha e Silva | Daniel Orsanic Javier Frana MaliVai Washington Andrew Sznajder |
| 12 novembre | Tasmania Challenger 1990 Hobart, Australia Sintetico 25 000 $                          | Simon Youl 7–6, 7–6                         | Jamie Morgan                        | Brett Steven Johan Anderson       | Jason Cask Carl Limberger Ryan Blake Sandon Stolle             |
| 12 novembre | Tasmania Challenger 1990 Hobart, Australia Sintetico 25 000 $                          | Brett Custer David Macpherson 6–2, 6–7, 6–4 | Brett Steven Sandon Stolle          | Brett Steven Johan Anderson       | Jason Cask Carl Limberger Ryan Blake Sandon Stolle             |
| 12 novembre | The Hague Challenger 1990 L'Aia, Paesi Bassi Sintetico indoor 100 000 $                | Anders Järryd 6–1, 6–2                      | Marián Vajda                        | Javier Sánchez Patrik Kühnen      | Magnus Gustafsson Udo Riglewski Jeremy Bates Karel Nováček     |
| 12 novembre | The Hague Challenger 1990 L'Aia, Paesi Bassi Sintetico indoor 100 000 $                | Michiel Schapers Jan Siemerink 6–3, 7–5     | Alexander Mronz Andrej Ol'chovskij  | Javier Sánchez Patrik Kühnen      | Magnus Gustafsson Udo Riglewski Jeremy Bates Karel Nováček     |
| 26 novembre | Bossonnens Challenger 1990 Bossonnens, Svizzera Cemento indoor 50 000 $                | Cristiano Caratti 6–4, 3–6, 7–6             | Michiel Schapers                    | Markus Rackl Diego Nargiso        | Eduardo Masso Roger Smith Cédric Pioline Peter Nyborg          |
| 26 novembre | Bossonnens Challenger 1990 Bossonnens, Svizzera Cemento indoor 50 000 $                | Michiel Schapers Roger Smith 6–2, 7–6       | Henrik Holm Nils Holm               | Markus Rackl Diego Nargiso        | Eduardo Masso Roger Smith Cédric Pioline Peter Nyborg          |
| 26 novembre | Munich Challenger 1990 Monaco di Baviera, Germania Sintetico indoor 50 000 $           | Anders Järryd 6–2, 6–4                      | Richard Krajicek                    | Markus Zoecke Johan Carlsson      | Jan Siemerink Niclas Kroon Martin Střelba Martin Sinner        |
| 26 novembre | Munich Challenger 1990 Monaco di Baviera, Germania Sintetico indoor 50 000 $           | Jens Wöhrmann Markus Zoecke 6–4, 6–3        | Dmitrij Poljakov Slobodan Vojinovic | Markus Zoecke Johan Carlsson      | Jan Siemerink Niclas Kroon Martin Střelba Martin Sinner        |

### Dicembre
| Settimana   | Torneo                                                          | Campioni                                 | Finalisti                         | Semifinalisti                 | Eliminati ai quarti                                    |
| ----------- | --------------------------------------------------------------- | ---------------------------------------- | --------------------------------- | ----------------------------- | ------------------------------------------------------ |
| 3 dicembre  | Guam Challenger 1990 Guam, USA Cemento 25 000 $                 | Jamie Morgan 6–2, 7–6                    | Chuck Adams                       | Glenn Michibata Steve DeVries | Francisco Montana Andrew Castle Matt Anger Mike Briggs |
| 3 dicembre  | Guam Challenger 1990 Guam, USA Cemento 25 000 $                 | Steve DeVries Ted Scherman 6–1, 3–6, 7–6 | Matt Anger Andrew Castle          | Glenn Michibata Steve DeVries | Francisco Montana Andrew Castle Matt Anger Mike Briggs |
| 17 dicembre | Hong Kong Challenger 1990 Hong Kong, Hong Kong Cemento 25 000 $ | Christian Saceanu 6–4, 6–1               | Felix Barrientos                  | Gianluca Pozzi Jamie Morgan   | Chuck Adams Christian Geyer Bruce Steel David Engel    |
| 17 dicembre | Hong Kong Challenger 1990 Hong Kong, Hong Kong Cemento 25 000 $ | Neil Borwick Paul Wekesa 6–2, 6–2        | Christian Geyer Christian Saceanu | Gianluca Pozzi Jamie Morgan   | Chuck Adams Christian Geyer Bruce Steel David Engel    |